# Liste der Kulturdenkmäler in Bronnzell
Die folgende Liste enthält die in der Denkmaltopographie ausgewiesenen Kulturdenkmäler auf dem Gebiet des Ortsteils Bronnzell der  Stadt Fulda, Landkreis Fulda, Hessen.
Hinweis: Die Reihenfolge der Denkmäler in dieser Liste orientiert sich an der Anschrift, alternativ ist sie auch nach der Bezeichnung oder der Bauzeit sortierbar.
Kulturdenkmäler werden fortlaufend im Denkmalverzeichnis des Landes Hessen durch das Landesamt für Denkmalpflege Hessen auf Basis des Hessischen Denkmalschutzgesetzes (HDSchG) geführt. Die Schutzwürdigkeit eines Kulturdenkmals hängt nicht von der Eintragung in das Denkmalverzeichnis des Landes Hessen oder der Veröffentlichung in der Denkmaltopographie ab.

Das Vorhandensein oder Fehlen eines Objekts in dieser Liste ist keine rechtsverbindliche Auskunft darüber, ob es Kulturdenkmal ist oder nicht: Diese Liste entspricht möglicherweise nicht dem aktuellen Stand der offiziellen Denkmaltopographie. Diese ist für Hessen in den entsprechenden Bänden der Denkmaltopographie Bundesrepublik Deutschland und im Internet unter DenkXweb – Kulturdenkmäler in Hessen einsehbar. Auch diese Quellen sind, obwohl sie durch das Landesamt für Denkmalpflege Hessen aktualisiert werden, nicht immer aktuell, da es im Denkmalbestand immer wieder Änderungen gibt.
Eine verbindliche Auskunft erteilt allein das Landesamt für Denkmalpflege Hessen.
Nutze diese Kartenansicht, um Koordinaten in der Liste zu setzen. In dieser Kartenansicht sind Kulturdenkmale ohne Koordinaten mit einem roten bzw. orangen Marker dargestellt und können in der Karte gesetzt werden. Kulturdenkmale ohne Bild sind mit einem blauen bzw. roten Marker gekennzeichnet, Kulturdenkmale mit Bild mit einem grünen bzw. orangen Marker.

## Bronnzell
| Bild            | Bezeichnung                       | Lage                                                           | Beschreibung | Bauzeit         | Objekt-Nr. |
| --------------- | --------------------------------- | -------------------------------------------------------------- | ------------ | --------------- | ---------- |
| Bild gesucht BW | Gesamtanlage alter Ortskern       | Lage                                                           |              |                 |            |
| Bild gesucht BW | Friedhofskreuz                    | Am Engelbach LageFlur: 2, Flurstück: 2/55                      |              | 1829            |            |
| Bild gesucht BW | Bildstock                         | Am Engelbach LageFlur: 2, Flurstück: 20/20                     |              | 1756            |            |
| Bild gesucht BW | Bildstock                         | Am Engelbach LageFlur: 2, Flurstück: 20/9                      |              | 1793            |            |
| Bild gesucht BW | Hl. Familie                       | Am Röhlingsberg LageFlur: 2, Flurstück: 42                     |              | 1925            |            |
| Bild gesucht BW | Schulgebäude                      | An St. Peter 1 LageFlur: 2, Flurstück: 2/61                    |              |                 |            |
| Bild gesucht BW | Wegekreuz                         | Auf'm Hundsrück LageFlur: 3, Flurstück: 6/1                    |              | um 1900         |            |
| weitere Bilder  | Katholische Pfarrkirche St. Peter | Bockmühlallee 2 LageFlur: 5, Flurstück: 100/7                  |              |                 |            |
| Bild gesucht BW | Gutshof                           | Bockmühlallee 3 LageFlur: 5, Flurstück: viele                  |              |                 |            |
| Bild gesucht BW | Vesperbild                        | Bronnzeller Straße 20 LageFlur: 5, Flurstück: 13/5             |              | 15. Jahrhundert |            |
| Bild gesucht BW | Hl. Johannes Nepomuk              | Bronnzeller Straße 28 LageFlur: 5, Flurstück: 34/2             |              | 1735            |            |
| Bild gesucht BW | Bildstock                         | Bronnzeller Straße 28 LageFlur: 5, Flurstück: 34/2             |              | 1606            |            |
| Bild gesucht BW | Bildstock                         | Bronnzeller Straße/Fasaneriestraße LageFlur: 4, Flurstück: 137 |              | 1615            |            |
| Bild gesucht BW | Fasaneriestraße                   | Fasaneriestraße LageFlur: 4, Flurstück: 28/8                   |              | 1770er Jahre    |            |
| Bild gesucht BW | Bildstock                         | LageFlur: 9, Flurstück: 8                                      |              | 1702            |            |
| Bild gesucht BW | Bildstock                         | Ziegeler Straße LageFlur: 9, Flurstück: 76                     |              | 1754            |            |
| Wegkapelle      | Wegkapelle                        | Ziegeler Straße LageFlur: 9, Flurstück: 76                     |              | 1740            |            |